# Estats Units contigus
Els Estats Units contigus o els Estats Units continentals (en anglès, Contiguous United States of America o Mainland United States of America) són els 48 Estats dels EUA localitzats al sud del Canadà, a més del Districte de Columbia. L'expressió exclou els estats d'Alaska i Hawaii, i tots els territoris insulars i possessions dels EUA, com Puerto Rico.
Junts, els 48 estats contigus i el Districte de Columbia tenen una superfície de 7.825.268,25 km², una superfície semblant a la d'Austràlia i menor que la de Brasil. D'aquesta quantitat, 7.663.941,71 km² són terra, que suposa el 83,65 % de la superfície terrestre dels EUA. Oficialment, 416.522,38 km² és zona d'aigües, que és el 62,66 % de la superfície d'aigua del país. La seva població en el cens del 2000 era de 279.583.437, que eren el 99,35 % de la població total de la nació. La seva densitat de població era de 36,48 hab./km², en comparació dels 30,716 hab./km² per a la nació en el seu conjunt.

## Altres expressions
Mentre que les expressions «EUA coextensius» (coterminous U.S.) i «EUA limítrofs» (conterminous U.S.) tenen el mateix significat, més precís, que els «EUA contigus» (contiguous U.S.), altres expressions comunament utilitzades per descriure els 48 estats contigus tenen cert grau d'ambigüitat.

### Estats Units continentals
A causa que Alaska està també en el continent americà, l'expressió «Estats Units continentals», si s'interpreta literalment, també ha d'incloure aquest estat, per la qual cosa l'expressió és de vegades matisada amb la inclusió o exclusió explícita d'Alaska per resoldre qualsevol ambigüitat. L'expressió s'utilitzava abans de l'admissió d'Alaska i Hawaii com a estats dels Estats Units, i en aquest moment, en general, excloïa els territoris perifèrics dels EUA. No obstant això, fins i tot abans que Alaska es convertís en un estat, va ser inclòs de vegades en els «EUA continentals» (Continental US).

### Els 48 inferiors
L'expressió «48 inferiors» o «48 menors» (lower 48) pot incloure o no el Districte de Columbia (que no forma part de cap dels 48 estats), i pot o no excloure Hawaii (que és l'estat més al sud dels EUA). La guia d'estil de la National Geographic recomana l'ús de «Estats Units contigus» o «Estats Units limítrofs» (contiguous o conterminous United States) en lloc dels «48 inferiors» quan es refereixi als 48 estats, i que no sigui utilitzat en el context d'Alaska.